# Dialeurodes ixorae
Dialeurodes ixorae là một loài côn trùng cánh nửa trong họ Aleyrodidae, phân họ Aleyrodinae.
Dialeurodes ixorae được Singh miêu tả khoa học đầu tiên năm 1931.